# Пион крымский
Пио́н кры́мский, также пион таври́ческий, пион триждытройча́тый (лат. Paeonia daurica) — вид двудольных растений рода Пион (Paeonia) монотипного семейства Пионовые (Paeoniaceae). Растение впервые описано в 1807 году британским ботаником Генри Чарльзом Эндрюсом.

## Распространение
Собственно Paeonia daurica (не считая подвидов) распространён на полуострове Крым и в Краснодарском крае. В Крыму вид произрастает в горных сосновых и дубовых лесах, в Краснодарском крае — от Новороссийска до Горячего Ключа, в лесах нижнего горного пояса, на открытых склонах.

## Описание, значение
Травянистое многолетнее растение. Побеги прямостоячие, листья расположены очерёдно, по длине стебля. Листья сложные, с округлой или острой верхушкой; края листьев гладкие, основание округлое. Цветки красно-жёлтые, размером от 5 и более см, с пятью (иногда больше) лепестками. Плод — листовка, зелёного, красного и чёрного оттенков.
По отношению к влаге — ксерофит либо мезофит, в плане питания — мезотроф. Теневыносливое растение.
Выращивается как декоративное растение.

## Замечания по охране
Пион крымский внесён в Красную книгу Украины как уязвимый вид, произрастающий на территории Крыма и в Красную книгу Республики Крым.

## Систематика
Подвиды:
- Paeonia daurica subsp. daurica[4]
- Paeonia daurica subsp. velebitensis D.Y. Hong[4]
- Paeonia daurica subsp. wittmanniana (Hartwiss ex Lindl.) D.Y.Hong[10] — Пион Виттмана
- Paeonia daurica subsp. mlokosewitschii (Lomakin) D.Y. Hong[11] — Пион Млокосевича

Синонимичные названия таксона:
- Paeonia corallina var. triternata Boiss.
- Paeonia corallina f. triternata (Boiss.) Rouy & Foucaud
- Paeonia corallina subsp. triternata (Boiss.) N.Busch
- Paeonia corallina var. triternatiformis A.Nyár.
- Paeonia mascula subsp. triternata (Boiss.) Stearn & P.H.Davis
- Paeonia mascula var. triternata (Boiss.) Gürke
- Paeonia officinalis var. triternata (Boiss.) Fiori
- Paeonia taurica